# Percichthys melanops
La trucha negra, trucha criolla o pocha (Percichthys melanops) es una especie de pez de la familia Percichthyidae, endémica en aguas de Chile y Argentina.

## Descripción
Mide 8 a 24 cm promedio de largo, y 150 g de peso. Posee cuerpo algo grueso, alargado, de altura 3,1-3,3 de la longitud; cavidades mucíparas anterior dorsal e inferior orbital, y región ventral. Con escamas ctenoídeas en tronco, y escamas pequeñas cicloídeas en cabeza. Su boca mediana, premaxilares y dientes cónicos, con el extremo posterior maxilar aserrado. El opérculo con espina peligrosa, preopérculo serrado, y margen ventral de opercular, subpercular, interopercular aserrados. Espina dorsal con nueve rayos; aleta anal con tres espinas y 9 rayos blandos; aletas ventrales en posición torácica con una espina y cinco rayos, con el primer rayo prolongado. 
El color de esta especie es similar a Percichthys trucha, aunque predominan lo grisáceo azulino, y manchitas oscuras en el cuerpo. De tamaño notablemente menor, menos abundante, y extremadamente difícil de separar de P. trucha. 

## Amenazas actuales y potenciales
Está amenazada por:[cita requerida]
1. predación por especies introducidas;
2. intervención del hábitat por contaminación industrial y orgánica;
3. alterado su ambiente (fragmentado) por canalización debido a construir centrales hidroeléctricas.